# Orquestra Johan Strauss

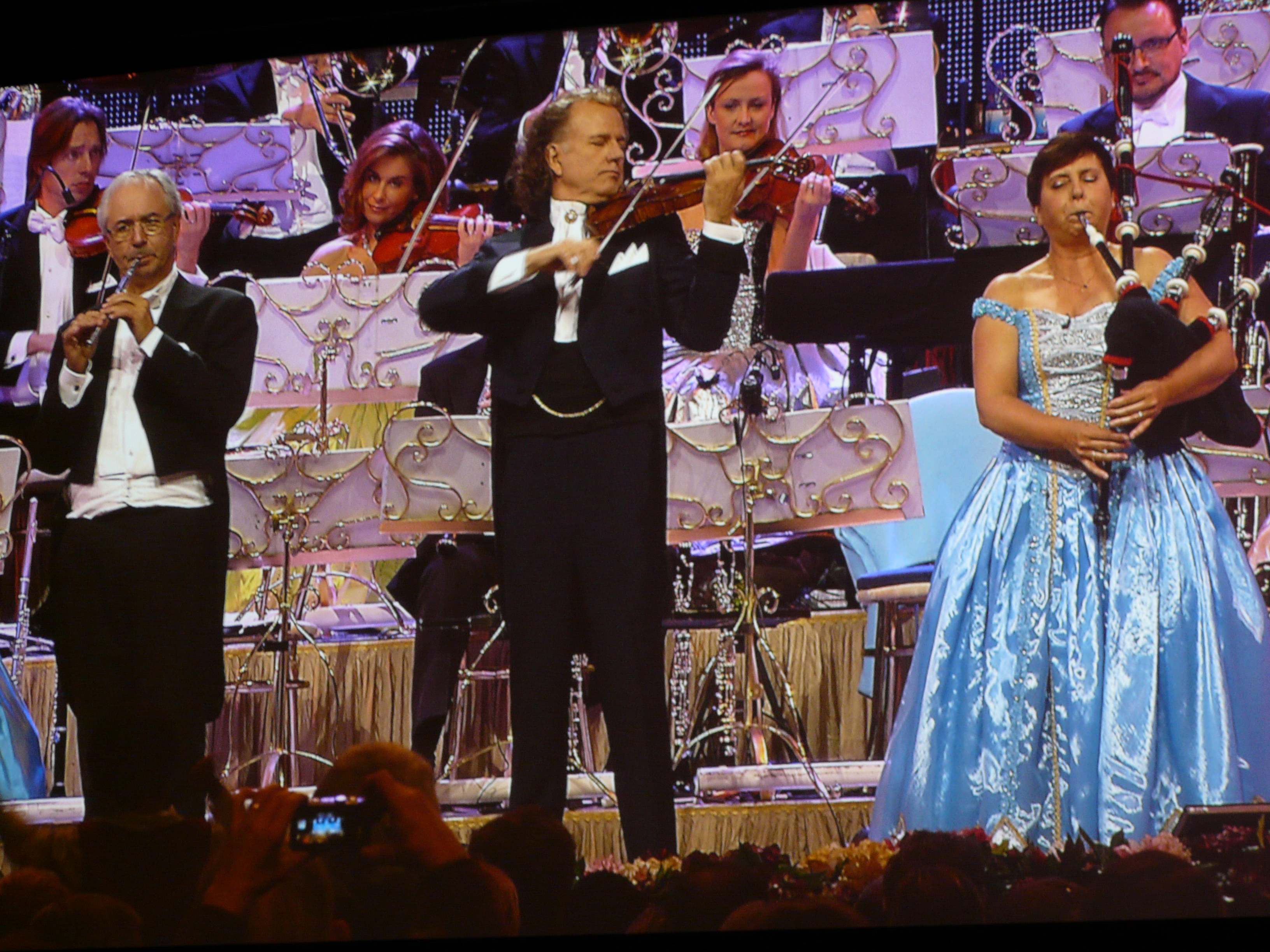
Fotografia d'Andreu Rieu amb l'orquestra.

L'Orquestra Johan Strauss va ser fundada pel neerlandés André Rieu a l'any 1987. Després de sis mesos d'assajos, va donar el seu primer conçert l'1 de gener del 1988. Inciant amb 12 membres, actualment l'orquestra compta amb més de 50 musics, arribant als 60 quan l'escenari ho permet.